# 초콜릿 브라우니
초콜릿 브라우니(영어: chocolate brownie)는 사각 형태로 잘린 진한 초콜릿 케이크이다. 브라우니라고 줄여서 부르기도 한다. 퍼지인가 케이크형인가, 맛의 농도, 견과, 아이싱, 크림 치즈, 초콜릿 칩 등 재료의 포함 등에 따라 다양한 형태의 브라우니가 만들어지고 있다. 초콜릿은 넣지 않고 갈색 설탕을 첨가해 제조한 브라우니는 블론디로 불린다.
브라우니는 흔히 크림과 함께 내놓기도 하며 식당에서는 커피나 우유와 함께 디저트로 곁들여 내오기도 한다.
브라우니는 초콜릿과 버터의 비중이 높아 브라우니의 맛을 결정하는 요소가 된다. 특히 버터의 비중이 전체 재료 중 절반을 차지하기 때문에 매우 높은 열량을 가지고 있으며, 더불어 포화 지방산도 매우 높다.

## 역사
브라우니의 제조법은 보스턴 요리학교 요리기본서("The Boston Cooking School Cook Book")의 1906년판에 최초로 등장하였다. 이 제조법에 따른 초기의 브라우니는 케이크형이며 부드러운 맛이었다. "브라우니"라는 이름은 1896년판의 책에서 처음으로 등장했으나 이것은 양철 틀에 구운 당밀 케이크였다. 즉, 현재의 브라우니는 아니었다.
두 번째 제조법은 1907년에 로우니의 요리지침서("Lowney's Cook Book")에 등장하였다. 이 제조법에는 달걀과 사각 틀이 추가되었고 이 방법을 이용한 브라우니는 더 깊은 맛과 쫀득한 식감을 가졌다. 이 제조법의 이름은 뱅고르 브라우니였는데 미국의 메인주에 거주하는 뱅고르라는 여인에 의해 만들어졌기 때문이다. 1979년에 출판된 베티 크로커의 제빵 기본("Betty Crocker's Baking Classics cookbook")에 따르면 브라우니는 메인주에서 실패한 초콜릿 케이크에 의해 우연히 개발된 것이라고 한다. 초콜릿 케이크를 만들다가 실수로 베이킹파우더를 넣지 않아 부풀지 않은 케이크가 완성되었는데, 이를 맛본 사람들이 특유의 쫀득한 느낌에 의외로 호감을 나타내어 지금과 같은 브라우니로 알려지게 되었다는 것이다.

## 브라우니 만들기
브라우니는 밀가루, 버터, 달걀, 설탕, 초콜릿 또는 코코아 가루 등을 섞어서 사각형 틀에 담아 오븐에 구워내어 만든다. 기호에 따라 바닐라나 호두 등의 견과를 넣거나 크림 또는 스프링클을 얹기도 한다.
"America's Test Kitchen"에 의하면 브라우니와 같은 초콜릿 디저트들은 오븐에서 즉시 꺼내야 초콜릿 맛이 가장 맛있게 남는다고 한다. 이것은 브라우니에 초콜릿 맛을 주는 합성물들이 휘발성이며 날아가기 쉽기 때문이다. 브라우니 냄새가 난다는 것은 그 풍미와 아로마가 공기에 내보내진다는 것이다. 이쑤시개로 브라우니를 찔렀을 때 아직 촉촉한 부스러기들이 나오면 오븐에서 꺼내야 한다.

## 대한민국의 브라우니
홈메이드 믹스의 원조인 삼양사의 '큐원 홈메이드' 제품인 브라우니 믹스 중 '브라우니 믹스 Soft & Premium'가 대표적이다.
그리고 오리온 계열의 'Market O'라는 기업에서 만든 '리얼 브라우니'가 2011년 말 현재 정식으로 시판되고 있는데, 이것이 일본 내에서 선풍적인 인기를 끌어 한국 내의 마트에서도 일본인 관광객들이 많이 찾는 상품의 하나로 꼽고 있다. 샤니에서도 '오리지널 다크 브라우니'와 '리얼 초코 브라우니' 또한 판매되고 있다. 또한 CJ제일제당에서는 제과업체 뚜레쥬르와 협력해 물만을 첨가해서 간단하게 반죽할 수 있는 형태의 브라우니 믹스를 출시했다.

## 같이 보기
- 블론디